# Championnat des îles Caïmans de football 2002-2003
Navigation
Saison précédente Saison suivante
La saison 2002-2003 du Championnat des îles Caïmans de football est la vingt-quatrième édition de la première division aux Îles Caïmans, nommée CIFA National Premier League. L'ensemble des clubs caïmanais participe à la compétition, à la suite de la fusion des deux divisions nationales. Par conséquent, il n'y a ni promotion, ni relégation en fin de saison.
La compétition se déroule en deux phases :
- lors de la phase de poules, les clubs sont répartis en deux groupes, où chaque équipe rencontre deux fois les formations de son groupe et une seule fois celles de l'autre groupe.
- la phase finale, jouée sous forme de matchs à élimination directe, est disputée par les deux premiers de chaque groupe, avec demi-finales et finale, aller et retour.

C'est le club de Scholars International qui remporte la compétition cette saison après avoir battu Sunset FC lors de la finale nationale. Il s’agit du troisième titre de champion des îles Caïmans de l'histoire du club, qui réalise même le doublé en s'imposant en finale de la Coupe des îles Caïmans face à Bodden Town FC.
Le club de Naya FC quitte définitivement les compétitions nationales à partir de cette saison.

## Qualifications continentales
Cette saison, aucun club caïmanais ne prend part à la CFU Club Championship 2003.

## Les clubs participants
- Scholars International
- Latinos FC
- Academy SC
- North Side FC
- Western Union FC
- George Town SC
- Roma FC
- Bodden Town FC
- FC International
- Sunset FC
- Future SC

## Compétition
Le barème de points servant à établir le classement se décompose ainsi :
- Victoire : 3 points
- Match nul : 1 point
- Défaite : 0 point

### Classement

#### Phase de groupes
| Rang | Équipe                  | Pts | J  | G | N | P  | Bp | Bc | Diff |
| ---- | ----------------------- | --- | -- | - | - | -- | -- | -- | ---- |
| 1    | Scholars InternationalC | 31  | 14 | 9 | 4 | 1  | 40 | 14 | +26  |
| 2    | Western Union           | 26  | 14 | 7 | 5 | 2  | 26 | 16 | +10  |
| 3    | Future SC               | 16  | 14 | 4 | 4 | 6  | 24 | 25 | -1   |
| 4    | Academy SC              | 10  | 14 | 3 | 1 | 10 | 19 | 42 | -23  |
| 5    | Latinos FC              | 4   | 14 | 1 | 1 | 12 | 12 | 52 | -40  |

| Rang | Équipe           | Pts | J  | G  | N | P  | Bp | Bc | Diff |
| ---- | ---------------- | --- | -- | -- | - | -- | -- | -- | ---- |
| 1    | Sunset FC        | 36  | 14 | 11 | 3 | 0  | 39 | 15 | +24  |
| 2    | George Town SCT  | 32  | 15 | 10 | 2 | 3  | 41 | 15 | +26  |
| 3    | FC International | 29  | 15 | 9  | 2 | 4  | 50 | 27 | +23  |
| 4    | Bodden Town FC   | 15  | 14 | 5  | 0 | 9  | 39 | 40 | -1   |
| 5    | North Side FC    | 15  | 15 | 4  | 3 | 8  | 30 | 50 | -20  |
| 6    | Roma FC          | 10  | 15 | 3  | 1 | 11 | 21 | 45 | -24  |

|  | Qualification pour la phase finale                             |
|  | T : Tenant du titre C : Vainqueur de la Coupe des îles Caïmans |

#### Phase finale
|  | Demi-finales            | Demi-finales            | Demi-finales            | Demi-finales            |                        |                        | Finale        | Finale        | Finale        | Finale        |
|  |                         |                         |                         |                         |                        |                        |               |               |               |               |
|  | 30 mars et 6 avril 2003 | 30 mars et 6 avril 2003 | 30 mars et 6 avril 2003 | 30 mars et 6 avril 2003 |                        |                        | 13 avril 2003 | 13 avril 2003 | 13 avril 2003 | 13 avril 2003 |
|  | George Town SC          | George Town SC          | 1                       | 1                       |                        |                        | 13 avril 2003 | 13 avril 2003 | 13 avril 2003 | 13 avril 2003 |
|  | George Town SC          | George Town SC          | 1                       | 1                       |                        |                        | 13 avril 2003 | 13 avril 2003 | 13 avril 2003 | 13 avril 2003 |
|  | Scholars International  | Scholars International  | 3                       | 3                       |                        |                        | 13 avril 2003 | 13 avril 2003 | 13 avril 2003 | 13 avril 2003 |
|  | Scholars International  | Scholars International  | 3                       | 3                       | Scholars International | Scholars International | 3             | 3             |               |               |
|  | 30 mars et 6 avril 2003 |                         |                         |                         | Scholars International | Scholars International | 3             | 3             |               |               |
|  |                         |                         | Sunset FC               | Sunset FC               | 1                      | 1                      |               |               |               |               |
|  | Western Union           | Western Union           | Sunset FC               | Sunset FC               | 1                      | 1                      | 1             | 1             |               |               |
|  | Western Union           | Western Union           |                         |                         |                        |                        |               | 1             |               |               |
|  | Sunset FC               | Sunset FC               | 2                       | 0                       |                        |                        |               |               |               |               |
|  | Sunset FC               | Sunset FC               | 2                       | 0                       |                        |                        |               |               |               |               |

## Bilan de la saison
| Championnat des îles Caïmans de football 2002-2003 |                                   |
| Champion                                           | Scholars International (3e titre) |
| Coupes et trophées                                 |                                   |
| Vainqueur de la Coupe des îles Caïmans 2002-2003   | Scholars International            |
| Qualifications continentales                       |                                   |
| CFU Club Championship 2003                         | Aucun                             |
| Promotions et relégations                          |                                   |
| Promus en CIFA National Premier League             | Aucun                             |
| Relégués en Division One                           | Aucun                             |